# نفل معنقد
النفل المعنقد (باللاتينية: Trifolium glomeratum) نوع نباتي يتبع جنس النفل من الفصيلة البقولية.

## الموئل والانتشار
موطنه المغرب العربي.

## مرادفات للاسم العلمي
- (باللاتينية: Amoria glomerata (L.) Sojak)
- (باللاتينية: Micrantheum glomeratum (L.) C.Presl)
- (باللاتينية: Trifolium axillare Phil.)
- (باللاتينية: Trifolium duodecimnerve Willk. & Lange)